# Julian Huxley
Julian Sorell Huxley (Londen, 22 juni 1887 – aldaar, 14 februari 1975) was een Britse bioloog, schrijver en humanist. Hij was een kleinzoon van Thomas Huxley en een broer van de schrijver en dichter Aldous Huxley. Julian Huxley was bekend als populariseerder van de wetenschap in de vele boeken die hij schreef. Hij was medeoprichter van het World Wildlife Fund en de eerste directeur van de UNESCO.

## Evolutie
Een van zijn belangrijkste bijdragen is aan de evolutiebiologie. Huxley was een van de belangrijkste biologen die de moderne evolutionaire synthese tot stand bracht, samen met Ernst Mayr, George Gaylord Simpson en de populatiebiologen J.B.S. Haldane, Ronald Fisher en Sewall Wright. Deze synthese van genetische en evolutionaire ideeën vormde de consensus in de biologie sinds 1940. In 1956 kreeg hij de Darwin Medal. In 1958 kreeg hij de Darwin-Wallace Medal van de Linnean Society of London.
- Bibsys: 9013974
- Biblioteca Nacional de Chile: 000171739
- Biblioteca Nacional de España: XX878261
- Bibliothèque nationale de France: cb123420217 (data)
- Catàleg d'autoritats de noms i títols de Catalunya: 981058511175206706
- CiNii: DA00784170
- Digitale Bibliotheek voor de Nederlandse Letteren: huxl002
- Gemeinsame Normdatei: 11855509X
- International Standard Name Identifier: 0000 0000 8118 2766
- Library of Congress Control Number: n80057245
- Nationale Bibliotheek van Letland: 000189569
- Bibliotheek van het Japanse parlement: 00444127
- Nationale Bibliotheek van Tsjechië: jo2002105430
- Nationale bibliotheek van Australië: 35850697
- Nationale Bibliotheek van Israël: 987007262840705171
- Nationale Bibliotheek van Polen: a0000001618483
- Nationale en Universitaire bibliotheek Zagreb: 000452955
- Nederlandse Thesaurus van Auteursnamen: 068426186
- Réseau des bibliothèques de Suisse occidentale: 02-A006071678
- Istituto Centrale per il Catalogo Unico: CFIV019421
- LIBRIS: 231957
- SNAC: w6dj5h3h
- Système universitaire de documentation: 027382885
- Trove: 1115454
- Virtual International Authority File: 39451154
- WorldCat: E39PBJqk8ttMwRFc3pTMxwxv73